# Squalius albus
Squalius albus är en fiskart som först beskrevs av Bonaparte, 1838.  Squalius albus ingår i släktet Squalius och familjen karpfiskar. IUCN kategoriserar arten globalt som livskraftig. Inga underarter finns listade i Catalogue of Life.